# طوائف مسيحية

رسمٌ بيانيٌّ يُظهرُ المراحل التي مرَّت بها المسيحيَّة عبر التاريخ وانشقاقها إلى الكنائس المألوفة اليوم.

يؤمن المسيحيون بأنّ «كل معمّد منتمي لكنيسة يسوع المسيح بغض النظر عن المذهب الذي ينادي به أو الطقس الذي يتبعه»، الطوائف الأربعة الكبرى التي تشكل 99% من المسيحيين هي، الكنيسة الكاثوليكية، الكنيسة الأرثوذكسية الشرقية، الكنيسة الأرثوذكسية المشرقية، الكنائس البروتستانتية. إضافةً
إلى وجود كنيسة المشرق بفرعيها الآشورية والقديمة، ووجود طوائف صغيرة لاثالوثية.
خلال النصف الثاني من القرن العشرين نشطت حركة حوار مسكوني «لتعزيز وحدة المسيحيين»؛ في عام 1982 صدر عن الكنيسة الأرثوذكسية المشرقية والكنيسة الكاثوليكية «الإعلان المشترك حول طبعي المسيح»، والذي حلّ الخلاف التاريخي حول مجمع خلقيدونية، وهو السبب الرئيسي في انشقاق هذه الكنائس؛ في عام 1999 صدر عن الكنيسة الكاثوليكية والكنيسة اللوثرية «الإعلان المشترك حول عقيدة التبرير»، التي تبنته جماعات بروتستانتية أخرى، وأفضت لحل السبب الرئيسي الذي فجّر الإصلاح البروتستانتي في القرن السادس عشر؛ أيضًا فإن الخلاف حول صيغة انبثاق الروح، حل بين الكنائس الأرثوذكسية الشرقية والكنيسة الكاثوليكية بقبول الصيغتين. عام 1998 اعترف الأساقفة الأرثوذكس في البطريركية الأنطاكية عبر مؤتمر حلب بخطأ التقويم اليولياني في حساب الفصح. الخلاف الأكبر الباقي بين مختلف الجماعات، متعلق بأولية البابا، وصلاحياته على الكنيسة الجامعة؛ وبعض التحديدات الحديثة كعصمة مريم من الخطيئة الأصلية، وكذلك الأسفار القانونية الثانية بالنسبة للبروتستانت. البابا يوحنا بولس الثاني دعا عام 1994 «للتعاون الفعال والمشاركة في كل ما يجمعنا، وما يجمعنا أهم بكثير مما يفرقنا».
المسيحيون إجمالاً يتبعون نمطًا لا مركزيًا في الإدارة، بحيث يكون لكل عدد من الرعايا أبرشية يرأسها أسقف أو راعي، ويشكل أساقفة البلد الواحد أو المقاطعة الجغرافية الواحدة مجلس أو مؤتمر يرأسه رئيس الأساقفة أو البطريرك، وتضيف الكنيسة الكاثوليكية رئاسة عالمية للبابا خليفة بطرس، أما باقي الكنائس، فلا رئاسة عالمية فيها، وبكل الأحوال فإن رئاسة البابا في الكنيسة الكاثوليكية تعتبر «بالشراكة مع سائر الأساقفة»؛ وتدعى كل أبرشية أو بطريركية، وهي مستقلة في شؤونها الإدارية والداخلية «كنيسة محلية»، «ومجموع الكنائس المحلية هي ما يشكل الكنيسة». نتيجة تنوّع الأمم المسيحية، فغالبًا ما يكون لكل أمّة، طقس خاص بها، أي مجموعة أناشيد، أو آداب مسيحية، ولغة مستعملة في الصلاة، ونوع معين من الموسيقى الكنسية أو الفن أو النمط المعماري، وهو ما يعتبر «طقس»، على سبيل المثال: الطقس الأرمني، الطقس القبطي، الطقس السرياني؛ هذه الطقوس لا تعني خلافات بين الطوائف، بل اختلافات وتنوعات «ثمار من شجرة واحدة».

## مسيحية غربية

### الكاثوليكية
المسيحية الكاثوليكية هي مجموع المؤمنين ومؤسسات وعقائد الكنيسة الرومانية الكاثوليكية. وهي أكبر طوائف الدين المسيحي. يقع مركزها في مدينة الفاتيكان، مقر بابا الكاثوليك، يتواجد أتباعها في كثير من دول العالم وخاصة في جنوب أوروبا وأمريكا اللاتينية.
- الكنيسة الرومانية الكاثوليكية.
- الكنيسة الأوكرانية الكاثوليكية.
- كنيسة السريان الملبار الكاثوليك.
- الكنيسة المارونية.
- كنيسة الروم الملكيين الكاثوليك.
- الكنيسة الرومانية الكاثوليكية المتحدة.
- الكنيسة الرومية الروثينية الكاثوليكية.
- كنيسة الأرمن الكاثوليك.
- الكنيسة الكلدانية الكاثوليكية.
- كنيسة الملنكار الكاثوليك.
- الكنيسة الهنغارية اليونانية الكاثوليكية.
- الكنيسة الرومية السلوفاكية الكاثوليكية.
- الكنيسة الإثيوبية الكاثوليكية.
- الكنيسة الإريترية الكاثوليكية.
- الكنيسة القبطية الكاثوليكية.
- الكنيسة السريانية الكاثوليكية.

### بروتستانتية
البروتستانتية هي أحد ثاني أكبر مذاهب الدين المسيحي. يتواجد نحو 800 مليون بروتستانتي حول العالم من بين 2.2 مليار مسيحي أي حوالي 37% من مسيحيي العالم، في البروتستانتية فيها العديد من المذاهب ومنها الكنيسة الأنجليكانية، اللوثرية، الكنيسة المعمدانية، الكالفينية، الميثودية، الخمسينية، الأبرشانيون والمينونايت، سبتيون وجمعية الأصدقاء الدينية.
سبّب الإصلاح البروتستانتي، انقسام المسيحية الغربية ونقطة بداية البروتستانتية، التي ولدت في أوروبا في القرن 16. وعلى الرغم من أنّ أوروبا هي مهد ومنشأ البروتستانتية فاثنين فقط من بين أكبر عشرة دول تضم أكبر عدد من البروتستانت هي دول أوروبيّة.
- أنجليكانية.
- لوثرية.
- كالفينية.
- معمدانية.
- ميثودية.
- الإنجيلية.
- أدفنتست.
- تجديدية العماد.
- خمسينية.
- كنيسة نهضة القداسة.
- كنيسة المثال المسيحي.
- كنيسة الأخوة المرحبون.
- كنيسة رسولية.
- كنيسة النعمة الرسولية.
- كنيسة الإخوة البليموث.
- كنيسة الريفايفل العالمية.
- كاريزماتية.
- أميش.
- مشيخية.
- الأبرشانيون.
- الكويكرز.

### كنائس أخرى مستقلة
- المورمونية.
- شهود يهوه.
- علم مسيحي.
- الكنيسة الكاثوليكية القديمة.
- يهود مسيانيون
- توحيدية (مسيحية).
- كنيسة الوحدة.

## مسيحية شرقية

### أرثوذكسية شرقية
الأرثوذكسية الشرقية (باليونانية: Ορθοδοξία) (تعني بالعربية الصراطية المستقيمة)، هي مذهب مسيحي يُرجع جذوره بحسب أتباعه إلى المسيح والخلافة الرسولية والكهنوتية تؤمن الكنيسة الأرثوذكسية الشرقية بالتقليد وكتابات آباء الكنيسة والمجامع إلى جانب الكتاب المقدس، فضلاً عن تمسكها بالتراتبية الهرمية للسلطة في الكنيسة والطقوس والأسرار السبعة المقدسة.
البطريركيات
- بطريركية القسطنطينية مركزها في  تركيا
- بطريركية الإسكندرية مركزها في  مصر
- بطريركية أنطاكية ومركزها في  سوريا
- بطريركية القدس ومركزها في أراضي  فلسطين
- بطريركية موسكو في  روسيا
- بطريركية صربيا في  صربيا
- بطريركية جورجيا في  جورجيا
- بطريركية رومانيا في  رومانيا
- بطريركية بلغاريا في  بلغاريا

اما تلى من كنائس فيدعى النظام الرئاسي فيه برئاسة الاساقفة وهي:
- كنيسة اليونان في  اليونان
- كنيسة قبرص في  قبرص
- كنيسة ألبانيا في  ألبانيا
- كنيسة بولندا في  بولندا
- كنيسة التشيك و سلوفاكيا في  جمهورية التشيك و سلوفاكيا
- كنيسة أمريكا في  الولايات المتحدة

كنائس شبه مستقلة
- كنيسة فنلندا في  فنلندا
- كنيسة إستونيا في  إستونيا
- كنيسة أوكرانيا في  أوكرانيا
- كنيسة مولدوفا في  مولدوفا
- أسقفية غرب أوروبا في  فرنسا
- أسقفية بيسارابيا في  مولدوفا
- أسقفية أوهريد في  مقدونيا
- كنيسة اليابان في  اليابان
- كنيسة الصين في  الصين
- كنيسة خارج روسيا في  الولايات المتحدة
- كنيسة سيناء في  مصر
- جبل آثوس في  اليونان

كنائس غير معترف بها
- البطريركية الأرثوذكسية التركية المستقلة في  تركيا

### أرثوذكسية مشرقية
الأرثوذكسية المشرقية هو مصطلح يدلل به على العقيدة التي تؤمن بها كنائس مسيحية أرثوذكسية شرقية، والتي لا تعترف إلا بشرعية المجامع المسكونية الثلاث الأولى (نيقية، قسطنطينية، أفسس)، وتُعرف برفضها القاطع للعقيدة التي أقرها مجمع خلقيدونية. وتُعرف هذه الكنائس أيضاً بالكنائس الشرقية القديمة ولكن يجب التمييز بينها وبين الكنائس الشرقية الأرثوذكسية.
الكنائس المشرقيّة القبطيّة والأرمنيّة والسريانيّة يرون أن المجامع المسكونية أربعة؛ مجمع نيقية، مجمع القسطنطينية الأول، مجمع أفسس، ومجمع أفسس الثاني. وفق للكنيستين الرومانيّة والبيزنطيّة يرون أن مجمع خلقيدونية المجمع المسكوني الرابع وأحد المجامع المسكونية السبعة.
تعتبر الكنائس الأرثوذكسية المشرقية كنائس وطنية:
- كنيسة التوحيد الأرثوذكسية الإثيوبية ومركزها في  إثيوبيا.
- الكنيسة القبطية الأرثوذكسية ومركزها في  مصر، ويتبع لها:
  - الكنيسة البريطانية الأرثوذكسية في  المملكة المتحدة.
  - الكنيسة الفرنسية القبطية الأرثوذكسية في  فرنسا.
- كنيسة التوحيد الأرثوذكسية الإريترية ومركزها في  إرتريا.
- الكنيسة السريانية الأرثوذكسية ومركزها في  سوريا، ويتبع لها:
  - كنيسة مالانكارا اليعقوبية السريانية الأرثوذكسية في  الهند.
- الكنيسة الهندية الأرثوذكسية، وتُعرف أيضاً بكنيسة مالانكارا السريانية الأرثوذكسية. ومركزها في  الهند.
- الكنيسة الرسولية الأرمنية في  أرمينيا وتتبعها بشكل أو بآخر:
  - الكنيسة الرسولية الأرمنية بطريركية كيليكية ومركزها في  لبنان
  - الكنيسة الرسولية الأرمنية بطريركية القسطنطينية ومركزها في  تركيا
  - الكنيسة الرسولية الأرمنية بطريركية أورشليم ومركزها في أراضي  فلسطين و إسرائيل

### كنيسة المشرق
- كنيسة المشرق الآشورية.
- كنيسة المشرق القديمة.

## الفروق العقيدية بين الطوائف المسيحية
الفروق العقيدية بين الطوائف المسيحية، من المواضيع الهامة لدارسي الأديان والمهتمين بعلوم مقارنة الأديان.
تتألف المسيحية من ستة طوائف أو ستة عائلات كبيرة، وتتفرع عن كل طائفة منها مجموعة من الكنائس أو البطريركيات التي هي ذات نظام إداري مستقل أو شبه مستقل عن سائر الكنائس أو البطريركيات؛ إنما في أمور الإيمان فهي تتبع العائلة الكبرى التي تنتمي إليها؛ وغالبًا ما يكون الاختلاف بين الكنائس المنتمية لطائفة واحدة هو في ظاهر الطقوس، لكون الطقوس ترتبط بشكل أساسي بثقافات الشعوب وحضارتها، أكثر من كونها ترتبط بالعقائد.

### الطوائف المسيحية
الطوائف المسيحية 20,800 والمشهور ستّ وهي: كاثوليكية (تعني بالعربية الجامعة)، أرثوذكسية شرقية (تعني بالعربية الصراطية المستقيمة)، أرثوذكسية مشرقية، ونسطورية (نسبة إلى نسطور)، تدعى هذه الطوائف باسم الكنائس التقليدية ويمكن أن يضاف إليها الكنائس البروتستانتية الأسقفية ذلك لأن هذه الطوائف تؤمن بالتقليد وكتابات آباء الكنيسة والمجامع إلى جانب الكتاب المقدس، فضلاً عن تمسكها بالتراتبية الهرمية للسلطة في الكنيسة والطقوس والأسرار السبعة المقدسة، الطائفتان الأخرتان هم البروتستانتية (تعني بالعربية المعترضون أو المحتجون)، ومجموعة طوائف أخرى غير المحسوبة عليها لأسباب شتى أبرزها إنكار ألوهية المسيح، تدعى هاتان الطائفتان بالكنائس غير التقليدية، لتمسكها بالكتاب المقدس وحده ورفضها للسلطة التراتبية والأسرار السبعة.
| الطائفة          | التكوين                                                                             | السلطة | تاريخ النشوء                     | نظرتها إلى الله | موقفها من العذراء والقديسين | موقفها في الأسرار السبعة ومختلف الطقوس                                                                         |
| ---------------- | ----------------------------------------------------------------------------------- | --- | -------------------------------- | --- | --- | --- |
| كاثوليكية        | الكنيسة الرومانية الكاثوليكية متحدًا معها 22 كنيسة تدعى الكنائس الكاثوليكية الشرقية. | يرأسها البابا إلى جانب الأساقفة في ترتيب هرمي معقد. | بعيد الانشقاق الكبير، 1054.      | تؤمن بالثالوث الأقدس، وترى أن الروح القدس منبثق من الآب والابن معًا، في حين ترى سائر الطوائف أنه منبثق في الآب فقط. | تؤمن بشفاعة مريم العذراء وكونها أم الله، وتضيف عقائد أخرى كالحبل بلا دنس، الوردية المقدسة وشريكة الخلاص. تؤمن بالقديسين وشفاعتهم، وتعين باستمرار، قديسين جدد. | كنيسة طقسية.                                                                                                   |
| أرثوذكسية شرقية  | مجموعة كنائس مستقلة، دائمة التنسيق فيما بينها.                                      | لكل كنيسة رئاستها الخاصة، ممثلة بالبطريرك أو رئيس الأساقفة، إلى جانب الأساقفة.                                                                              | بعيد الانشقاق الكبير، 1054.      | تؤمن بالثالوث الأقدس.                                                                                              | تؤمن بشفاعة مريم العذراء وكونها أم الله. تؤمن بالقديسين وشفاعتهم، غير أن منح هذه الصفة شديدة الصعوبة.                                                         | كنيسة طقسية.                                                                                                   |
| أرثوذكسية مشرقية | مجموعة كنائس مستقلة، دائمة التنسيق فيما بينها.                                      | لكل كنيسة رئاستها الخاصة، ممثلة بالبطريرك أو رئيس الأساقفة، إلى جانب الأساقفة.                                                                              | في أعقاب مجمع خلقدونية، 451.     | تؤمن بالثالوث الأقدس.                                                                                              | تؤمن بشفاعة مريم العذراء وكونها أم الله. تؤمن بالقديسين وشفاعتهم، غير أن منح هذه الصفة شديدة الصعوبة.                                                         | كنيسة طقسية.                                                                                                   |
| كنيسة المشرق     | كنيسة مستقلة ذات اعتراف متبادل مع معظم الطوائف المسيحية.                            | لكل كنيسة رئاستها الخاصة، ممثلة بالجاثوليق أو رئيس الأساقفة، إلى جانب الأساقفة.                                                                             | في أعقاب مجمع أفسس، 431.         | تؤمن بالثالوث الأقدس، لكن الابن الأزلي تجلى في يسوع، وليس هو يسوع.                                                 | تؤمن بشفاعة مريم العذراء لكنها ليست أم الله بل والدة المسيح. تؤمن بالقديسين وشفاعتهم، غير أنها لم تعين قديسين جدد منذ القرون الوسطى.                          | كنيسة طقسية.                                                                                                   |
| بروتستانتية(1)   | كنائس مستقلة، يوجد أكثر من هيئة تنسيق بين بضعة كنائس.                               | وحدات مستقلة يشرف عليها قسس حول العالم؛ في بعض الأماكن قد تنسق الكنائس البروتستانتية فيما بينها ضمن هيئات محددة، كسينودس الكنائس الإنجيلية في سوريا ولبنان. | عقب حركة مارتن لوثر، 1517.       | تؤمن بالثالوث الأقدس.                                                                                              | لا تؤمن بشفاعة مريم العذراء أو قديسين، وتشكك بعض هذه الطوائف في عقيدة البتولية الدائمة.                                                                       | ليست كنيسة طقسية ما عدا الأنكليكانية، تكتفي بعضها بسري العماد والإفخارستيا؛ غير أنه لا وجود لأي طقس في أغلبها. |
| أخرى             | مجموعة كنائس مستقلة ومنفصلة عن بعضها البعض.                                         | إدارات مركزية لكل منها، مستقلة تمام الاستقلال عن بعضها البعض.                                                                                               | القرن التاسع عشر، القرن العشرين. | معتقدات متفاوتة، بعضها تنكر ألوهة المسيح وترى أنه كائن روحي أشبه بالله.                                            | لا وجود لمريم العذراء أو القديسين لدى هذه الكنائس. | ليست كنائس طقسية، قد يكتفي بعضها بسر العماد، غير أنه لا وجود لأي طقس في أغلبها.                                |